# Підземні споруди
Підземні споруди — об'єкти промислового, культурного, оборонного та комунального призначення, які створюються у товщі землі чи масивах гірських порід.

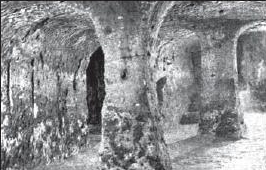
Підземна зала міста Гарьоме. Туреччина.

## Види підземних споруд
За призначенням підземні споруди поділяють на:
- тунелі;
- споруди метрополітену;
- електричні станції (в основному гідроелектричні, а також атомні й теплові);
- склади і холодильники;
- резервуари для питної води, нафтосховища, газосховища, вино-сховища та місткості для схову шкідливих відходів виробництва;
- промислові об'єкти (наприклад, компресорні й насосні станції, заводи)
- лікувальні об'єкти (головним чином у соляних виробках).

Крім того, під землею розміщують об'єкти міського господарства (автомобільні стоянки і гаражі, пішохідні переходи, магазини, кафе, книгосховища, кінотеатри, АТС, газорозподільні станції, колектори, трубопроводи тощо), захисні споруди цивільної оборони, воєнні об'єкти. Окрему групу становлять підземні споруди шахт: електричні підстанції, депо, станції водовідливу, шахтні стовбури, капітальні штреки, штольні тощо.

## Підземні споруди давнини
Див. Історія гірничої справи
Найдавнішими підземними спорудами є підземні могильники (Єгипет, Індія ІІ-І тис. до н. е.), а також тунелі (у 2180 р. до н. е. у Вавилоні під р. Євфрат побудовано пішохідний тунель завдовжки 920 м. У 700 р. до н. е. на о. Самос в Егейському морі — підземний водогін завдовжки 1600 м), печерні міста (Туреччина, Афганістан, Грузія та ін. — VI ст. до н. е. — ХІІ ст.).
У середні віки з'являються печерні міста в Україні (Крим, Київ).
З XVII–XIX ст. починається будівництво транспортних судноплавних та залізничних тунелів, а з XIX ст. — метро (Лондон, Будапешт, Париж).

## Сучасні підземні споруди

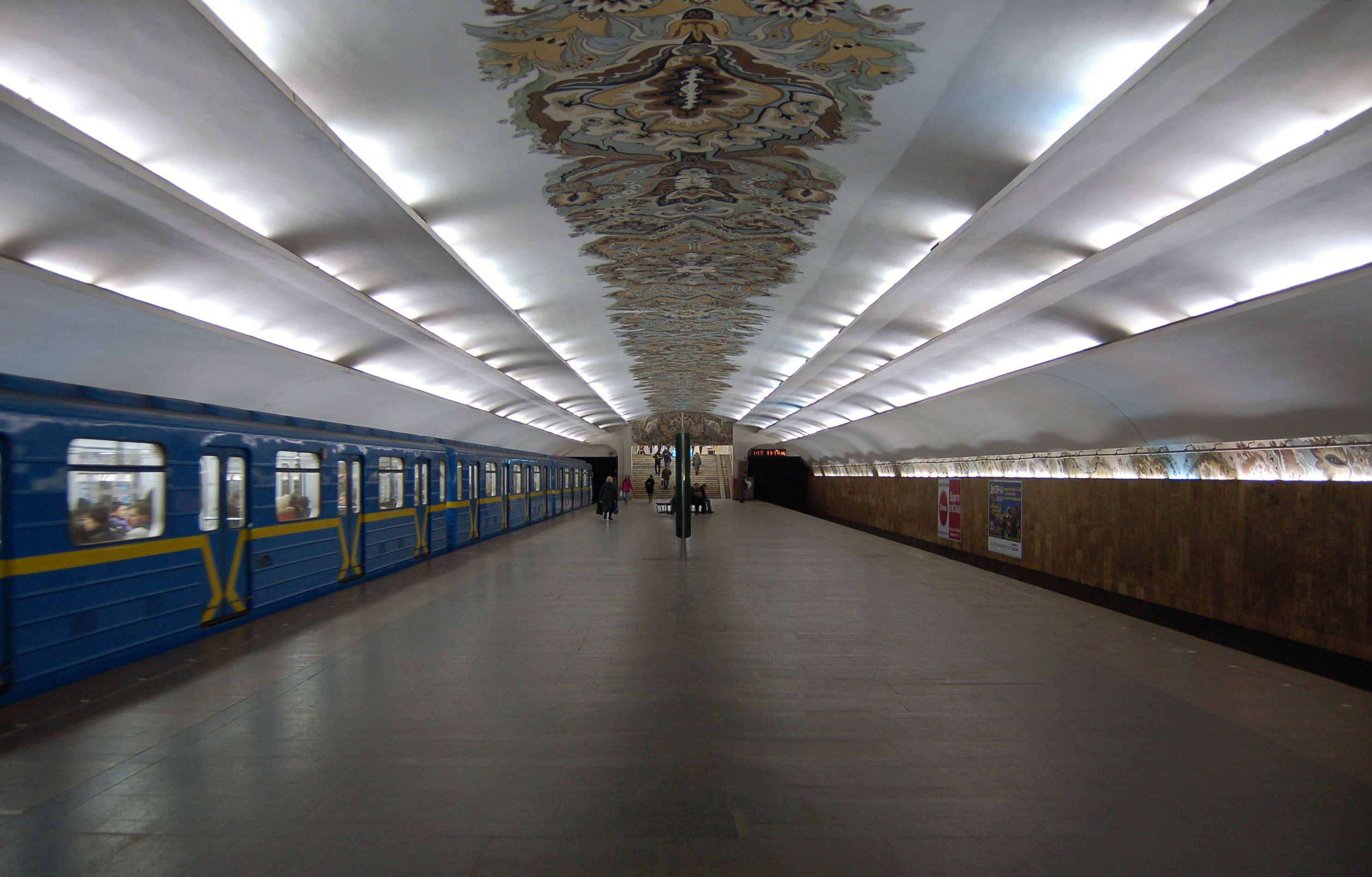
Київський метрополітен. Станція "Мінська".

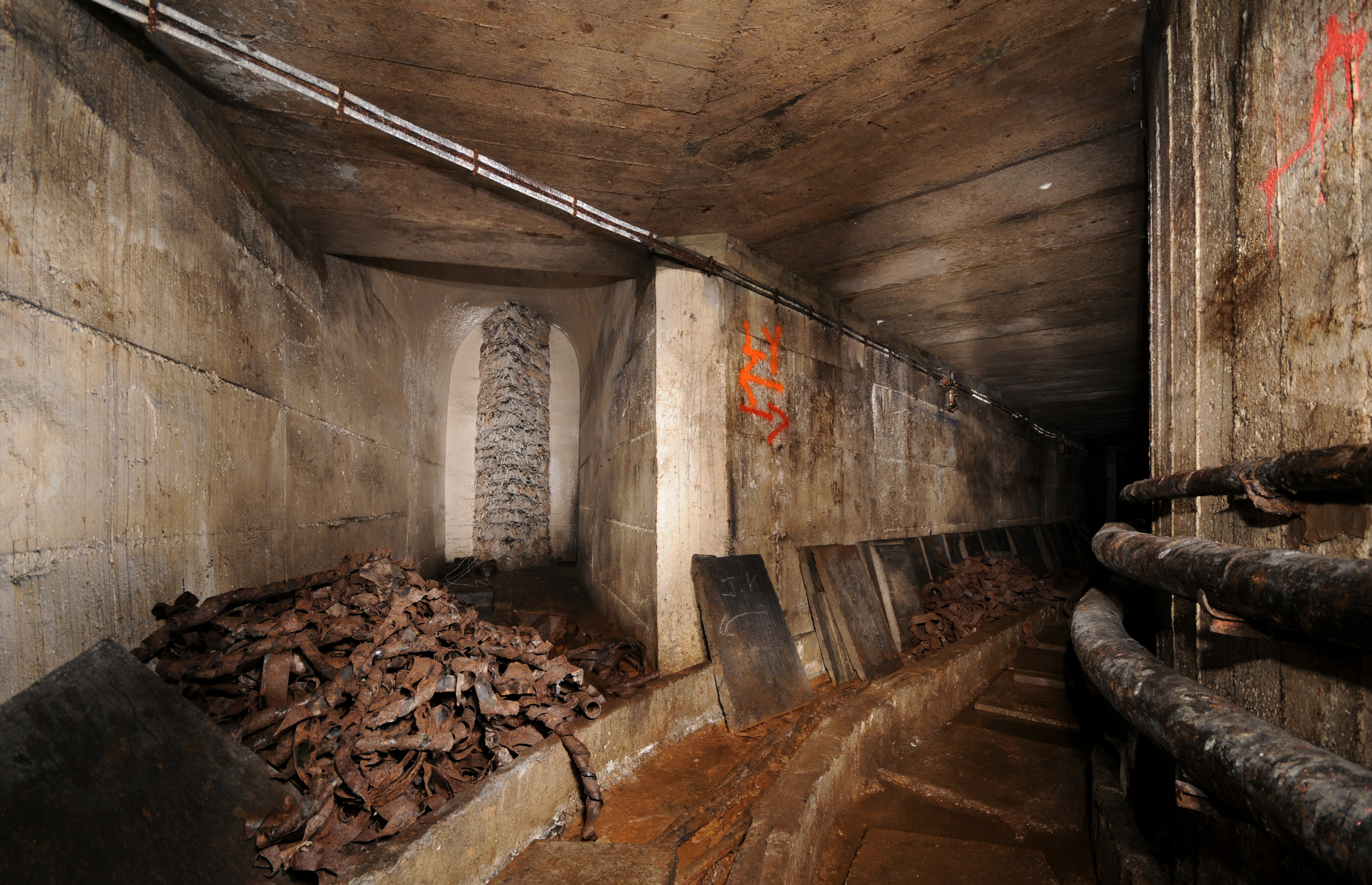
Коридор військової радарної станції НАТО (з 1959 р. по 1972 р.), Бельфор, Франція.

У ХХ ст. підземне будівництво всебічно розвинулося — під землею було побудовано ряд об'єктів цивільного, військового, промислового призначення. В табл. подана класифікація підземних споруд. Це вугільні, рудні і нерудні шахти, автомобільні, залізничні, гідротехнічні тунелі, метрополітени, трубопроводи. Це — частково будівлі ТЕС, АЕС, ГЕС. Резервуари для питної води, заводи очистки стічних вод. А також — гаражі, телефонні станції, кінотеатри, культові споруди, вокзали, торгові центри, заводи шампанських вин, підприємства з вирощування овочів, грибів, цитрусових, квітів тощо. Склади товарів широкого вжитку, побутових приладів, автомобілів, медикаментів тощо. Холодильники для зберігання харчових продуктів. Стартові комплекси ракет дальної дії, довгострокові командні пункти, сховища. Спеціалізовані лікарні, санаторії, туристичні комплекси. Великі сховища нафти, природного газу, нафтопродуктів, зрідженого газу. Сховища відходів радіоактивних речовин, відховів нафтової та хімічної промисловості, шахтних вод. Заводи точних виробів, електронного обладнання, судно-, авіа, машинобудівні, військові заводи. Це і науково-дослідні підземні споруди — нейтринні та сейсмогеофізичні обсерваторії, сейсмічні станції тощо.
Відповідно, сучасні підземні споруди, які експлуатуються людством дуже різноманітні — штольні, штреки, камери, тунелі, засипні траншеї, котловини, гірничі виробки вугільних, рудних, соляних, вапнякових, гіпсових та ін. шахт. А також — відпрацьовані пласти-колектори, пористі водоносні структури тощо.

### Найвідоміші підземні споруди сучасності
Серед рекордсменів можна відзначити «Євротунель» під Ла-Маншем, що складається з двох транспортних і одного службового тунелю, протяжність яких дорівнює 50 км, діаметр 10 м (при будівництві було вилучено 13 млн м3 породи, яка могла заповнити залізничний склад довжиною 2,5 тис. км). Унікальну споруду являє собою тунель «Сейкан», що поєднав японські острови Хоккайдо і Хонсю, довжина якого склала 53,9 км (у тому числі підводна частина 23,3 км). Широковідомі протяжні тунелі у Швейцарських Альпах (залізничний Сімплтонський, довжиною 19,7 км та автодорожний Сен-Готард, 16,32 км). Найдовший із сучасних тунелів — водогінний тунель Нью-Йорк — Західний Делавар, що простягнувся під землею на 168, 9 км (діаметр 4,1 м). Серед планів найближчих десятиліть — будівництво міжконтинентальних тунелів, що поєднають Іспанію з Африкою (54 км) та Чукотку з Аляскою (100 км), а також Сахалін з Японією (43 км) та материком (8 км).
В Україні — це тунель під Керченською протокою (15 км) та в масиві Кримських гір (створення нової траси Сімферополь — Ялта), а також протяжні автодорожні тунелі в Києві (близько 7 км). Значні перспективи отримають також технології безтраншейних технологій (мікротонелювання, щитової проходки, продавлювання сталевих футлярів), що забезпечують ефективне будівництво протяжних тунелів для комунікаційних функцій.
На початку XXI ст. найглибша у світі дослідна вугільна шахта досягла глибини 2042 м (Торез, Україна), золоторудна — глибини 3777 м (Карлтонвіль, ПАР).

## Підземні споруди майбутнього
Вже сьогодні у світі здійснюється близько 650 проєктів великих підземних споруд, з річним капіталовкладенням понад 40 млрд дол. США. Значну частину з них складають об'єкти підземної урбаністики (серед прикладів останнього часу варто звернути увагу на підземну частину Токіо, де частина міста «опустилася» на 16 підземних рівнів-поверхів). Вдосконалення будівельних технологій та висока вартість землі в зонах щільної забудови великих міст, роблять тут підземне будівництво більш економічним та перспективним. Вже у найближчі 50-100 років можливе виникнення і розбудова численних підземних багатоярусних міст зі специфічними комунікаціями та інфраструктурою (можливо більш економічних, ніж сьогодні). Старі підземні міста можуть бути «осучаснені» і перетворені в туристичні центри. Тобто, можна говорити про «повернення» людини до давньої культури підземних міст — але вже на рівні можливостей сучасної науково-технічної революції.
Шахти можуть бути напів- чи повністю безлюдними, що надасть нові можливості для їх поглиблення — до рівня 5-7 км, що стимулюється вичерпанням запасів корисних копалин на вищих горизонтах. Це суттєво розширить промислові запаси корисних копалин, які вже вичерпуються на звичних для роботи горизонтах. Вже сьогодні на ці глибини і навіть значно глибше бурять свердловини і починається глибинний видобуток вуглеводнів. Необхідність глибинного видобутку газогідратів призведе до виникнення технічно нових гірничих виробок — свердловин з регульованим тиском.